# 佐賀県立香楠中学校・鳥栖高等学校
佐賀県立香楠中学校・鳥栖高等学校（さがけんりつ こうなんちゅうがっこう・とすこうとうがっこう, Saga Prefectural Konan Junior School and Tosu High School）は、佐賀県鳥栖市古野町にある県立中学校・高等学校。

## 概要
歴史
1927年（昭和2年）に開校した鳥栖高等女学校を前身とし、戦後の学制改革で「佐賀県立鳥栖高等学校」となった。2017年（平成29年）に創立90周年を迎えた。
中学校名の由来
鳥栖高校にある2本の楠を由来とする。
校訓
「知を愛し　和を敬い　心を培え」（1994年（平成6年）制定）
教育シンボル
「空を仰いで湧く清気」
設置課程・学科
- 全日制課程・普通科

学級数・定員
中学校の定員は1学年3学級で定員120名。高校は1学年6学級で240名。現在2クラスの特別クラスを設置しており、希望者とテストの成績により編成している。
マスコット
「コウ・ナン」の2匹。
特進クラス
1989年に、鳥栖高校の進学実績を以前のように向上させるために導入されたクラス。生徒の進学希望先と習熟度により選定される。現在、中高一貫校となり6クラス規模の学校になったため、各学年に文系理系1クラスずつ、合計2クラスの特進クラスを設置している。特進クラス以外のクラスを普通クラスと呼び区別している。

## 沿革
- 1927年（昭和2年）- 「鳥栖町外4ヶ村[2] 組合立鳥栖高等女学校」として開校。
- 1929年（昭和4年）- 県に移管され、「佐賀県立鳥栖高等女学校」と改称。
- 1948年（昭和23年）4月 - 学制改革に伴い、「佐賀県立鳥栖高等学校」（女子校）と改称。
- 1949年（昭和24年）4月 - 男女共学を実施。
- 1952年（昭和27年）4月 - 商業科を設置。
- 1953年（昭和28年）4月 - 家政科を設置。
- 1971年（昭和46年）4月 - 商業科が分離し、佐賀県立鳥栖商業高等学校となる。
- 1983年（昭和58年）4月 - 家政科の募集を停止。
- 1984年（昭和59年）- 体操場が完成。
- 1990年（平成2年）- 香楠会館（同窓会館）が完成。
- 1994年（平成6年）- 校訓を制定。
- 2007年（平成19年）4月 - 中高一貫校として、佐賀県立香楠中学校を併設。中学校体育館が完成。
- 2011年（平成23年）3月 - 定時制課程募集停止。
- 2014年（平成26年）3月 - 定時制閉課程。
- 2017年（平成29年）11月 - 創立90周年式典挙行。
- 2022年（令和4年) - 中高別々で男子学ラン、女子セーラー服であった従来の制服からブレザー型の制服に変更するとして学校関係者へデザインの公開。
- 2025年（令和7年）4月 - 中学・高校共に2学期制を導入。

## 学校行事
- 4月 - 入学式(中高合同)、宿泊研修(中高別)、創立記念遠足(中高別)
- 5月 - 高校総体前短縮授業 中学体育祭
- 7月 - クラスマッチ(中高別、高校は1日中、中学は半日間)
- 8月 - 鳥栖香楠祭準備期間(中高共に通常授業無し)
- 9月 - 鳥栖香楠祭(中高別、高校は3日間、中学は2日間)、生徒会選挙(中高別)
- 11月 - 芸術鑑賞会(中高合同)
- 12月 - クラスマッチ(中高別、高校については通称豚汁会。PTAにより中高全生徒に豚汁がふるまわれる)
- 1月 - 修学旅行(高校2年、中学3年)、大学入学共通テスト激励会
- 3月 - 卒業式(中高別)

## 部活動
運動部
- 陸上競技部
- バレーボール部
- 体操競技部
- 野球部 - 全国高等学校野球選手権大会（夏の甲子園）に第65回大会（1983年（昭和58年））・第84回大会（2002年（平成14年））の2度出場。選抜高等学校野球大会（春の選抜大会）に第73回大会（2001年（平成13年））出場
- 卓球部
- バスケットボール部
- 剣道部
- 柔道部
- バドミントン部
- サッカー部
- テニス部

文化部
- 新聞部
- 競技かるた部
- 科学部
- 福祉ボランティア部
- 文芸部
- 音楽部
- 演劇部
- 放送部
- 写真部
- 吹奏楽部
- 美術部
- ESS（English Speaking Society）
- 書道部

## 著名な卒業生
- 権藤博 - 元プロ野球選手。中日ドラゴンズ、横浜ベイスターズ監督
- 角田邦重 - 法学者・中央大学学長
- 橋本康志 - 前鳥栖市長
- 向門慶人 - 鳥栖市長
- 園田英樹 - 脚本家、演出家
- 福光久代 - 元陸上競技選手（走り高跳びの元日本記録保持者）
- 吉田久美子 - 元衆議院議員
- 岡本三成 - 衆議院議員
- 内山正博 - 元プロ野球選手。日本ハムファイターズ
- 緒方茂生 - 水泳選手
- 緒方孝市 - 元プロ野球選手。広島東洋カープ、広島東洋カープ監督
- 前間卓 - 元プロ野球選手。広島東洋カープ
- 向井秀徳 - ミュージシャン、NUMBER GIRL、ZAZEN BOYS
- 江口直人 - お笑い芸人。どぶろっく
- 森慎太郎 - お笑い芸人。どぶろっく
- 佐藤吉宏 - 元プロ野球選手。日本ハムファイターズ - 北海道日本ハムファイターズ
- 吉松育美 - モデル。元陸上競技ハードル選手（佐賀県インターハイ優勝経験あり）。2012年「ミス・インターナショナル」日本代表、世界大会グランプリ受賞
- 福田太郎 - 北海道テレビ放送アナウンサー
- 豊福晃司 - 元プロ野球選手。福岡ソフトバンクホークス
- 木下晴香 - 女優。芸能事務所トライストーン所属
- 林幸多郎 - プロサッカー選手